# Услуга (фильм)
«Услуга» — комедийный художественный фильм.

## Сюжет
Почти счастливо замужняя женщина, бухгалтер Кэти (Харли Джейн Козак) решает сбросить скуку своего «удачного» замужества и семьи ради несколько диких фантазий секса с бывшим первым красавцем в её школе — Томом (Кен Уол). Но когда приходит возможность и час осуществления этой фантазии — во время приближающейся вечеринки встречи выпускников, — она выбирает «безопасный секс»: подписывает свою единственную подругу Эмили (Элизабет МакГоверн) сделать все за неё, а потом рассказать о результатах. А от кого беременна Эмили: от Элиота (своего приятеля) или от Тома?

## В ролях
- Элизабет Макговерн — Эмили, подруга Кэти
- Брэд Питт — Элиот, художник; приятель Эмили
- Билл Пуллман — Питер, муж Кэти
- Харли Джейн Козак — Кэти
- Ким Уолкер — Джилл
- Кен Уол — Том, одноклассник Кэти